# بند (ابزار)

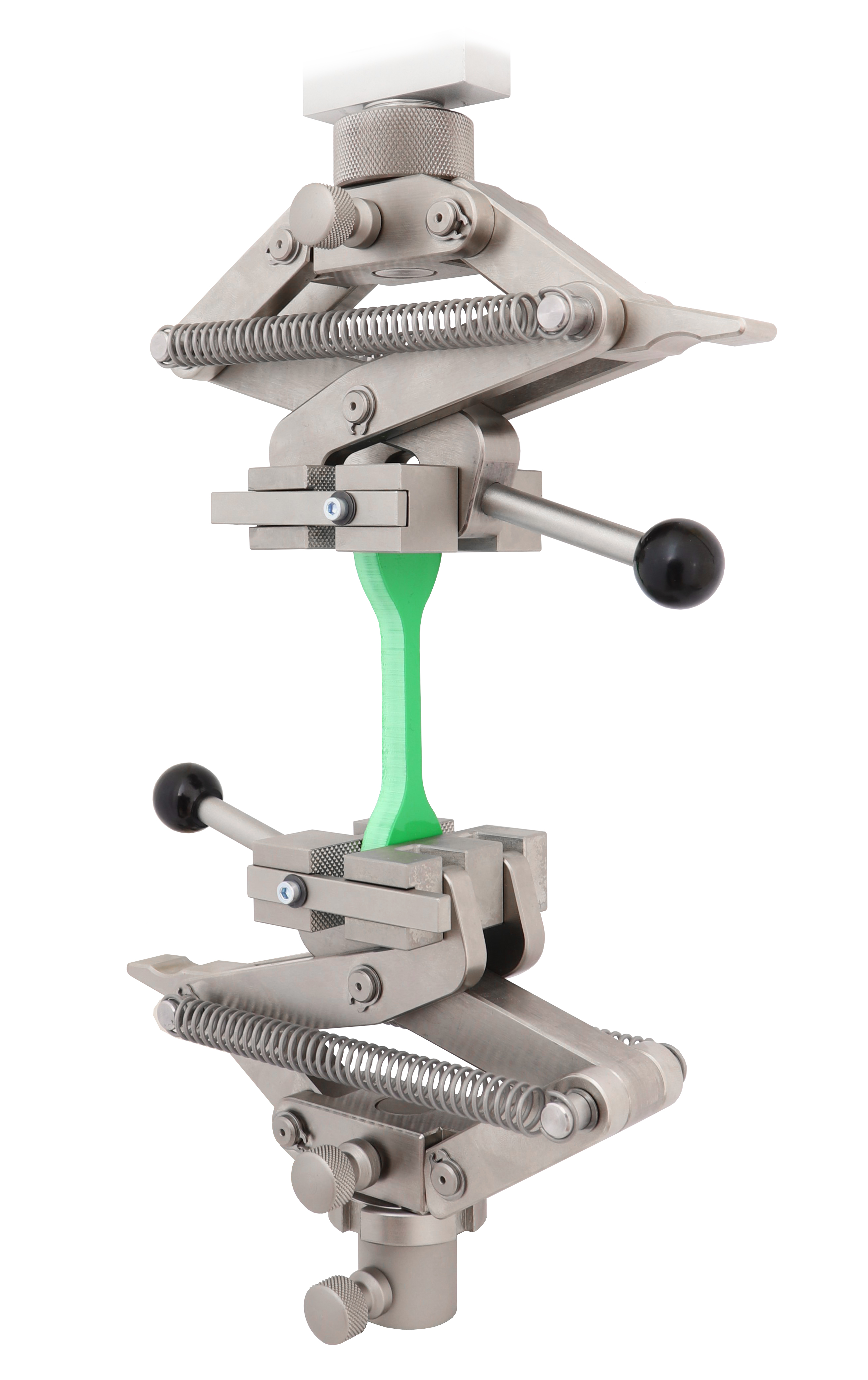
یک نمونه گیره رومیزی

بندها (به انگلیسی: Fixture) برای نگه داشتن و محکم کردن اجسام در جای خود، جهت انجام عملیات‌های مختلف ماشین‌کاری و جایگذاری و اسمبل استفاده می‌شوند.

## تفاوت قید و بند
قید (Jig) ابزارها را در مسیر خاص حرکت می‌دهد. همچنین راهنما ممکن است ابزار را در حین عملیات نگه دارد، ولی بند (Fixture) قطعه‌کار را در جای خود نگه می‌دارد، درحالیکه ابزارها نسبت به آن حرکت می‌کنند.

## مزایا و معایب
- هزینهٔ پایین
- ایجاد کیفیت همسان
- سرعت تولید
- ایمنی کامل برای قطعه، اپراتور و دستگاه
- برای بستن صفحات قالب جهت ماشین‌کاری به دلیل تعدد سوراخ‌ها، اپراتور مجبور است چندین بار جای گیره‌ها را عوض کند تا اینکه بتواند همهٔ سوراخ‌ها را بر روی صفحات ایجاد کند. امروزه صفحات توسط گیره‌های مغناطیسی نگه داشته می‌شوند.[۱]